# Eisschnelllauf-Sprintweltmeisterschaft 2024
Die 53. Eisschnelllauf-Sprintweltmeisterschaft fand am 7. und 8. März 2024 in der Max Aicher Arena im deutschen Inzell statt. In den beiden darauffolgenden Tagen wurde in Inzell auch die Mehrkampfweltmeisterschaft 2024 ausgetragen.
Sprintweltmeister wurden die Japanerin Miho Takagi und der Chinese Ning Zhongyan.

## Austragungsmodus
Bei der Sprintweltmeisterschaft werden vier Strecken gelaufen, je zweimal über die Distanz von 500 m und 1.000 m, An beiden Tagen werden je zwei Strecken gelaufen. Wenn ein Sportler über eine Distanz am ersten Tag auf der Innenbahn startet, so startet er am zweiten Tag auf der Außenbahn oder umgekehrt.
Die erzielten Zeiten werden in Punkte umgewandelt. Über 500 m entspricht die gelaufene Zeit der Punktzahl, über 1.000 m ergibt die gelaufene Zeit in Sekunden geteilt durch 2 die Punktzahl. Der Athlet mit der niedrigsten Gesamtpunktzahl nach vier Strecken gewinnt die Sprintweltmeisterschaft.

## Wettbewerb

### Frauen
Vor dem Wettkampf zählte die Internationale Eislaufunion (ISU) vor allem Miho Takagi und Jutta Leerdam, die Titelträgerinnen der Sprintweltmeisterschaften 2020 und 2022, zu den Favoritinnen. Takagi war im Februar 2024 außerdem Weltmeisterin über 1000 Meter geworden. Die 500-Meter-Goldmedaille bei der Einzelstrecken-WM in Calgary hatte Femke Kok gewonnen. Am ersten Tag entschieden Kok und Takagi jeweils mit Bahnrekordzeiten die ersten Rennen über 500 beziehungsweise 1000 Meter für sich. Während Takagi über 500 Meter lediglich sechs Hundertstelsekunden auf Kok verlor, betrug ihr Vorsprung über 1000 Meter auf die Niederländerin mehr als eine Sekunde, wodurch sie nach dem ersten Tag deutlich vor Kok und Jutta Leerdam in Führung lag. Am zweiten Tag stellte zunächst Kok ihren eigenen 500-Meter-Bahnrekord von 37,07 Sekunden ein, ehe Leerdam die 1000 Meter in 1:12,86 Minuten lief und damit Takagis Bestzeit vom Vortag um eine halbe Sekunde verbesserte. An der Gesamtreihenfolge auf den Medaillenrängen änderte sich nichts: Takagi gewann ihren zweiten Sprintweltmeistertitel vor Kok und Leerdam. Der Abstand zwischen den drei Medaillengewinnerinnen betrug gut 0,7 Punkte, während die viertplatzierte Kimi Goetz bereits mehr als zwei Punkte Rückstand auf Takagi hatte.
Drei Athletinnen beendeten den Mehrkampf nicht: Sofia Thorup hatte im ersten 500-Meter-Rennen vergessen, ihre Transponder anzulegen und wurde disqualifiziert, ebenso Isabel Grevelt nach einem Kick-Finish (dem Überqueren der Ziellinie mit einer Trittbewegung) im abschließenden 1000-Meter-Wettkampf. Lea Sophie Scholz hatte nach einem Sturz im ersten 1000-Meter-Rennen Knieschmerzen und verzichtete auf Starts am zweiten Wettkampftag.
| Rang | Name                   | Nation                 | 1. Lauf 500 Meter | 1. Lauf 1.000 Meter | 2. Lauf 500 Meter | 2. Lauf 1.000 Meter | Gesamt- punkte |
| ---- | ---------------------- | ---------------------- | ----------------- | ------------------- | ----------------- | ------------------- | -------------- |
| 01   | Miho Takagi            | Japan                  | 37,13 (2)         | 1:13,32 (1)         | 37,19 (4)         | 1:13,13 (2)         | 147,545        |
| 02   | Femke Kok              | Niederlande            | 37,07 (1)         | 1:14,35 (3)         | 37,07 (1)         | 1:13,57 (3)         | 148,100        |
| 03   | Jutta Leerdam          | Niederlande            | 37,41 (5)         | 1:13,71 (2)         | 37,57 (6)         | 1:12,86 (1)         | 148,265        |
| 04   | Kimi Goetz             | Vereinigte Staaten     | 37,98 (8)         | 1:14,46 (4)         | 37,69 (8)         | 1:13,91 (4)         | 149,855        |
| 05   | Vanessa Herzog         | Österreich             | 37,57 (6)         | 1:15,42 (6)         | 37,48 (5)         | 1:14,87 (7)         | 150,195        |
| 06   | Kim Min-sun            | Südkorea               | 37,36 (3)         | 1:17,35 (18)        | 37,11 (2)         | 1:14,69 (5)         | 150,490        |
| 07   | Erin Jackson           | Vereinigte Staaten     | 37,40 (4)         | 1:15,72 (9)         | 37,13 (3)         | 1:16,31 (11)        | 150,545        |
| 08   | Tian Ruining           | Volksrepublik China    | 37,78 (7)         | 1:15,82 (10)        | 37,65 (7)         | 1:14,86 (6)         | 150,770        |
| 09   | Rio Yamada             | Japan                  | 38,22 (12)        | 1:15,49 (7)         | 38,09 (12)        | 1:14,94 (8)         | 151,525        |
| 10   | Ellia Smeding          | Vereinigtes Königreich | 38,19 (11)        | 1:15,49 (7)         | 38,06 (11)        | 1:15,69 (9)         | 151,840        |
| 11   | Karolina Bosiek        | Polen                  | 38,15 (10)        | 1:16,30 (11)        | 38,24 (14)        | 1:15,87 (10)        | 152,475        |
| 12   | Lee Na-hyun            | Südkorea               | 38,32 (14)        | 1:16,71 (13)        | 37,83 (9)         | 1:16,37 (12)        | 152,690        |
| 13   | Anna Ostlender         | Deutschland            | 38,44 (15)        | 1:16,94 (16)        | 38,61 (19)        | 1:17,08 (16)        | 154,060        |
| 14   | Martyna Baran          | Polen                  | 38,29 (13)        | 1:18,08 (23)        | 38,12 (13)        | 1:17,29 (17)        | 154,095        |
| 15   | Alina Dauranowa        | Kasachstan             | 38,64 (18)        | 1:16,82 (14)        | 38,55 (16)        | 1:17,37 (18)        | 154,285        |
| 16   | Iga Wojtasik           | Polen                  | 38,65 (19)        | 1:16,90 (15)        | 38,88 (21)        | 1:16,68 (14)        | 154,320        |
| 17   | Isabelle Van Elst      | Belgien                | 38,89 (22)        | 1:16,57 (12)        | 38,86 (20)        | 1:16,60 (13)        | 154,335        |
| 18   | Kim Min-ji             | Südkorea               | 38,52 (16)        | 1:17,47 (19)        | 38,56 (17)        | 1:17,73 (20)        | 154,680        |
| 19   | Martine Ripsrud        | Norwegen               | 38,69 (20)        | 1:18,05 (22)        | 38,44 (15)        | 1:17,40 (19)        | 154,855        |
| 20   | Serena Pergher         | Italien                | 38,57 (17)        | 1:17,95 (21)        | 38,60 (18)        | 1:17,79 (21)        | 155,040        |
| 21   | Maddison Pearman       | Kanada                 | 39,13 (23)        | 1:17,67 (20)        | 38,95 (22)        | 1:16,95 (15)        | 155,390        |
| 22   | Julie Nistad Samsonsen | Norwegen               | 38,79 (21)        | 1:18,48 (24)        | 39,10 (23)        | 1:18,29 (23)        | 156,275        |
| 23   | Kristina Schumekowa    | Kasachstan             | 39,76 (25)        | 1:19,40 (25)        | 39,51 (24)        | 1:18,25 (22)        | 158,095        |
| 24   | Inessa Schumekowa      | Kasachstan             | 40,06 (26)        | 1:20,32 (26)        | 39,73 (26)        | 1:19,53 (24)        | 159,715        |
| 25   | Isabel Grevelt         | Niederlande            | 38,03 (9)         | 1:15,02 (5)         | 38,05 (10)        | DSQ                 | 113,590        |
| 26   | Lea Sophie Scholz      | Deutschland            | 39,72 (24)        | 1:24,27 (27)        |                   |                     | 81,855         |
| 27   | Sofia Thorup           | Dänemark               | DSQ               | 1:17,13 (17)        | 39,67 (25)        |                     | 0,000          |

### Männer
Jordan Stolz, der im Februar Einzelstreckenweltmeister über 500 Meter, 1000 Meter und 1500 Meter geworden war, verzichtete auf die Teilnahme an der Sprintweltmeisterschaft, um sich stattdessen auf die unmittelbar danach stattfindende Mehrkampfweltmeisterschaft zu konzentrieren, die er als prestigeträchtiger ansah. Der Weltmeister von 2022, Thomas Krol aus den Niederlanden, hatte sich wegen einer Muskelverletzung nicht für die Titelkämpfe qualifizieren können und zwei Wochen vor der WM sein Karriereende bekanntgegeben. In Abwesenheit von Stolz und Krol schrieb die Internationale Eislaufunion in ihrer Vorschau von einem „offenen Feld“ und nannte Laurent Dubreuil sowie Tatsuya Shinhama als Favoriten, gefolgt von Jenning de Boo und Marten Liiv. Shinhama zog sich am Tag vor WM-Beginn wegen eines Trainingssturzes vom Wettkampf zurück.
Nach dem ersten Wettkampftag führte Laurent Dubreuil das Klassement mit 0,03 Punkten vor Ning Zhongyan an. Dubreuil war Schnellster im ersten 500-Meter-Rennen gewesen und Ning war die beste Zeit im ersten 1000-Meter-Rennen gelaufen. Jenning de Boo hatte als Dritter 0,17 Punkte Rückstand. Im zweiten 500-Meter-Rennen lief de Boo zwei Zehntelsekunden schneller als die zeitgleichen Ning und Dubreuil. Er übernahm zwischenzeitlich die Mehrkampfführung, wobei die drei Athleten (umgerechnet auf die Zeit für das 1000-Meter-Rennen) insgesamt nur wenige Hundertstelsekunden trennten. Dahinter bestand eine deutliche Lücke von mehr als 1,3 Sekunden zum vorübergehend viertplatzierten Marek Kania. Im abschließenden 1000-Meter-Rennen siegte Ning Zhongyan in Bahnrekordzeit von 1:07,11 Minuten und sicherte sich damit als erster (männlicher) Chinese den Sprintweltmeistertitel. De Boo gewann die Silbermedaille, Dubreuil fiel mit einer Zeit von 1:08,84 Minuten auf den Bronzerang zurück.
| Rang | Name                        | Nation              | 1. Lauf 500 Meter | 1. Lauf 1.000 Meter | 2. Lauf 500 Meter | 2. Lauf 1.000 Meter | Gesamt- punkte |
| ---- | --------------------------- | ------------------- | ----------------- | ------------------- | ----------------- | ------------------- | -------------- |
| 01   | Ning Zhongyan               | Volksrepublik China | 34,82 (5)         | 1:07,67 (1)         | 34,47 (2)         | 1:07,11 (1)         | 136,680        |
| 02   | Jenning de Boo              | Niederlande         | 34,65 (3)         | 1:08,28 (4)         | 34,27 (1)         | 1:07,98 (9)         | 137,050        |
| 03   | Laurent Dubreuil            | Kanada              | 34,47 (1)         | 1:08,31 (6)         | 34,47 (2)         | 1:08,84 (17)        | 137,515        |
| 04   | Kjeld Nuis                  | Niederlande         | 34,96 (9)         | 1:07,90 (3)         | 34,97 (17)        | 1:07,65 (3)         | 137,705        |
| 05   | Håvard Holmefjord Lorentzen | Norwegen            | 35,15 (15)        | 1:08,28 (4)         | 34,73 (8)         | 1:07,91 (6)         | 137,975        |
| 06   | Ryota Kojima                | Japan               | 34,97 (10)        | 1:08,77 (12)        | 34,62 (5)         | 1:08,09 (11)        | 138,020        |
| 07   | Mathias Vosté               | Belgien             | 35,37 (20)        | 1:07,85 (2)         | 34,98 (18)        | 1:07,50 (2)         | 138,025        |
| 08   | Marten Liiv                 | Estland             | 35,06 (12)        | 1:08,44 (7)         | 34,87 (15)        | 1:07,80 (5)         | 138,050        |
| 09   | Cho Sang-hyeok              | Südkorea            | 34,81 (4)         | 1:08,76 (10)        | 34,81 (13)        | 1:08,14 (12)        | 138,070        |
| 10   | Koo Kyung-min               | Südkorea            | 34,89 (7)         | 1:08,94 (14)        | 34,86 (14)        | 1:07,93 (7)         | 138,185        |
| 11   | Marek Kania                 | Polen               | 34,56 (2)         | 1:09,16 (15)        | 34,64 (6)         | 1:08,95 (20)        | 138,255        |
| 12   | David Bosa                  | Italien             | 35,10 (14)        | 1:08,91 (13)        | 34,73 (8)         | 1:08,03 (10)        | 138,300        |
| 13   | Hendrik Dombek              | Deutschland         | 34,93 (8)         | 1:08,66 (9)         | 35,37 (21)        | 1:07,93 (7)         | 138,595        |
| 14   | Moritz Klein                | Deutschland         | 35,22 (17)        | 1:08,45 (8)         | 35,26 (20)        | 1:08,17 (13)        | 138,790        |
| 15   | Bjørn Magnussen             | Norwegen            | 35,07 (13)        | 1:09,62 (18)        | 34,57 (4)         | 1:08,79 (16)        | 138,845        |
| 16   | Zach Stoppelmoor            | Vereinigte Staaten  | 35,22 (17)        | 1:08,76 (10)        | 34,96 (16)        | 1:08,94 (19)        | 139,030        |
| 17   | Piotr Michalski             | Polen               | 35,34 (19)        | 1:09,70 (19)        | 34,78 (11)        | 1:08,47 (14)        | 139,205        |
| 18   | Du Haonan                   | Volksrepublik China | 35,00 (11)        | 1:09,82 (20)        | 34,77 (10)        | 1:09,37 (22)        | 139,365        |
| 19   | Nil Llop Izquierdo          | Spanien             | 35,37 (20)        | 1:09,83 (21)        | 35,38 (22)        | 1:09,21 (21)        | 140,270        |
| 20   | Kim Jun-ho                  | Südkorea            | 34,82 (6)         | 1:11,52 (26)        | 34,72 (7)         | 1:10,15 (25)        | 140,375        |
| 21   | Alessio Trentini            | Italien             | 35,93 (25)        | 1:09,27 (16)        | 36,02 (27)        | 1:08,65 (15)        | 140,910        |
| 22   | Stefan Emele                | Deutschland         | 35,75 (22)        | 1:09,54 (17)        | 35,96 (26)        | 1:08,92 (18)        | 140,940        |
| 23   | Yankun Zhao                 | Kanada              | 35,85 (24)        | 1:11,04 (22)        | 35,25 (19)        | 1:09,89 (23)        | 141,565        |
| 24   | Henrik Fagerli Rukke        | Norwegen            | 36,01 (28)        | 1:11,05 (23)        | 35,72 (24)        | 1:09,92 (24)        | 142,215        |
| 25   | Ignaz Gschwentner           | Österreich          | 35,82 (23)        | 1:11,31 (25)        | 35,84 (25)        | 1:11,79 (26)        | 143,210        |
| 26   | Joep Wennemars              | Niederlande         | 35,18 (16)        | 1:43,89 (28)        | 34,80 (12)        | 1:07,74 (4)         | 155,795        |
| 27   | Altai Schardembekuly        | Kasachstan          | 36,01 (26)        | 1:11,14 (24)        | 35,54 (23)        | DSQ                 | 107,120        |
| 28   | Tuukka Suomalainen          | Finnland            | 36,01 (26)        | 1:12,21 (27)        | DSQ               |                     | 72,115         |